# 二宮村 (新潟県)
二宮村（にくうむら）は、かつて新潟県佐渡郡にあった村。

## 地理
- 島嶼:佐渡島

## 沿革
- 1889年（明治22年）4月1日 - 町村制施行に伴い雑太郡二宮村、真光寺村、上長木村、下長木村、上矢馳村、石田村、市野沢村、中原村が合併し、二宮村が発足。
- 1896年（明治29年）4月1日 - 郡の統合により佐渡郡に所属[1]。
- 1902年（明治35年）4月1日 - 佐渡郡野田村と合併し、二宮村を新設。
- 1954年（昭和29年）7月20日 - 佐渡郡河原田町、沢根町、八幡村と合併し、佐和田町となり消滅。

## 村長
- 斎藤長三